# Kacper Antolec
Kacper Antolec (* 1. März 1996) ist ein polnischer Skilangläufer.

## Werdegang
Antolec, der für den KS AZS-AWF Katowice startet, lief im Dezember 2013 in Horní Mísečky erstmals im Slavic-Cup und belegte dabei den 107. Platz über 10 km klassisch und den 77. Platz über 15 km Freistil. In der Saison 2016/17 erreichte er in Zakopane mit dem zweiten Platz über 15 km Freistil seine erste Podestplatzierung im Slavic-Cup und zum Saisonende den sechsten Rang in der Gesamtwertung. Seine besten Platzierungen bei der Winter-Universiade 2017 in Almaty waren der 20. Platz im Sprint und der neunte Rang mit der Staffel. Zudem wurde er im März 2017 polnischer Meister mit der Staffel und holte zudem Bronze im Mixed-Teamsprint und Silber im Teamsprint. In der Saison 2017/18 und 2018/19 wurde er jeweils Vierter in der Gesamtwertung des Slavic-Cups. Bei den U23-Weltmeisterschaften 2019 in Lahti errang er den 47. Platz über 15 km Freistil und den 45. Platz im Sprint. Seine besten Resultate bei der Winter-Universiade 2019 in Krasnojarsk waren der 16. Platz im Sprint und der sechste Rang mit der Staffel. Im folgenden Jahr wurde er erneut polnischer Meister mit der Staffel und erreichte den zweiten Platz in der Gesamtwertung des Slavic-Cups. Zu Beginn der Saison 2020/21 startete er in Ruka erstmals im Weltcup und belegte dabei den 80. Platz über 15 km klassisch und den 70. Rang im Sprint. Im weiteren Saisonverlauf kam er im Slavic-Cup dreimal unter die ersten Zehn und erreichte damit den vierten Platz in der Gesamtwertung. Beim Saisonhöhepunkt, den Nordischen Skiweltmeisterschaften 2021 in Oberstdorf, lief er auf den 82. Platz über 15 km Freistil, auf den 60. Rang im Skiathlon und auf den 50. Platz im 50-km-Massenstartrennen. In der Saison 2021/22 wurde er polnischer Meister mit der Staffel und Dritter beim Bieg Piastów über 50 km klassisch. Zudem gewann er den Lauf über 25 km klassisch.
Sein Bruder Jan Antolec ist ebenfalls als Skilangläufer aktiv.